# Цивільна оборона

Міжнародний символ цивільної оборони

Цивільна оборона — система заходів щодо захисту людей та матеріальних цінностей у разі військових дій, стихійних лих або техногенних катастроф, а також підготовка таких заходів і попередні навчання. Одночасно під цивільною обороною розглядають галузь науки, соціально-політичні проблеми, які викликають порушення придатних умов життя та діяльності людей на окремій території (акваторії) або об'єктів на ній (об'єктів на морі), внаслідок аварій, катастроф, небезпечного випадку, проживання на зазначеній території або об'єкті, загибелі людей чи до значних матеріальних збитків.
Цивільна оборона охоплює три основні складові:
- підготовка — створення сховищ і резервів, навчання фахівців і пересічних громадян, розробка систем попередження та зв'язку;
- реагування — дії у разі загрози: негайне оповіщення, евакуація, знезараження, медична допомога;
- відновлення території після катастрофи.

## Історія
Появі цивільної оборони сприяв досвід бомбардувань мирних районів під час Першої світової війни. Бомбардування Сполученого Королівства розпочалося 19 січня 1915 року, коли німецькі цепеліни скинули бомби на район Грейт-Ярмута, вбивши шістьох людей. Німецькі бомбардувальні операції тоді були напрочуд ефективними, особливо після того, як бомбардувальники Gotha G.IV перевершили у своїх можливостях цепеліни. Найбільш нищівні нальоти військової авіації, завдавали 121 втрату на кожну тонну скинутих бомб. Після війни, увагу було звернено на цивільну оборону на випадок нової війни, і 1924 року у Великій Британії було створено Комітет безпеки від повітряних нальотів (ARP) для дослідження шляхів забезпечення захисту цивільного населення від загрози бомбардувань. 
Перші плани цивільної оборони стали обговорюватися в 1920-х роках і були розроблені в окремих країнах в 1930-х, як відповідь на збільшувану небезпеку війни і бомбардувань, а після появи зброї масового ураження поширилися повсюдно. 
У Сполучених Штатах, Управління цивільної оборони було створено в травні 1941 року, для узгодження зусиль цивільної оборони. Воно координувало свою діяльність з Департаментом армії та утворило групи, подібні до британської ARP. Однією з цих груп, яка існує і на сьогодні, є Цивільний повітряний патруль (ЦПП), який спочатку був створений як цивільний допоміжний підрозділ армії. ЦПП бере початок 1 грудня 1941 року, з основним завданням цивільної оборони — пошуково-рятувальні роботи.
У більшості держав Організації Північноатлантичного договору, таких як Сполучені Штати Америки, Велика Британія та Західна Німеччина, а також Радянський блок, і особливо в нейтральних країнах, таких як Швейцарія та у Швеції, протягом 1950-1960-х років багато навчань цивільної оборони, відбулося для підготовки до наслідків ядерної війни, що на той час здавалося цілком ймовірним. Література про цивільну оборону, як-от «Виживання в умовах атомної атаки», була поширеною в епоху холодної війни. 
По завершенню Холодної війни (після розпаду СРСР) 1991 року, мета цивільної оборони змістилася із захисту від військових дій до захисту від катастроф. 

## Напрямки досліджень цивільної оборони
Напрямок наукових досліджень:
- Створення й розвиток теоретичних, дослідних, методологічних, технічних, технологічних основ цивільної оборони. Обґрунтування основ оцінок ризику в повсякденній діяльності людей на окремому об'єкті або регіоні з метою мінімальної можливості виникнення надзвичайних ситуацій, аварій, катастроф та інших небезпечних явищ.
- Розробка та створення систем державного та регіонального дослідження надзвичайних ситуацій техногенного й природного характеру.
- Удосконалення наявних та створення нових методів прогнозів і попередження надзвичайних ситуацій техногенного й природного характеру, небезпечних природних явищ, в тому числі епідемій, епізоотій, епіфітотій.
- Розробка математичних моделей надзвичайних ситуацій, створення оптимальних алгоритмів усунення наслідків аварій та катастроф, в тому числі пошук і рятування людей на воді.
- Оптимізація наявних та розробка нових методів прогнозів і оцінка збитків, в тому числі матеріальних, внаслідок аварій, катастроф і надзвичайних ситуацій техногенного, природного, соціально-політичного та воєнного характеру.
- Розробка та створення біотехнічних систем, запобігання й ліквідація наслідків аварійних і надзвичайних ситуацій на транспортних засобах та об'єктах підвищеної небезпеки.

## Служби цивільної оборони
До служб цивільної оборони відносяться:
 — служба зв'язку і оповіщення — для сповіщення населення про загрозу стихійного лиха, аварій, катастроф і інших надзвичайних ситуацій, а також для підтримання зв'язку з керівництвом і формуваннями цивільної оборони;
 — служба охорони громадського порядку (ОГП) для підтримання порядку, охорони громадської власності і особистого майна громадян в мирний і воєнний час;
 — протипожежна служба — для профілактики, обмеження і гасіння пожеж;
 — медична служба — для надання медичної допомоги ураженим і проведення санітарно-гігієнічних, профілактичних заходів;
 — інженерна служба — для забезпечення побудови захисних споруд;
 — комунально-технічна служба — для ліквідації аварій на спорудах комунального господарства;
 — технічна служба — для організації і здійснення технічно правильного обслуговування, експлуатації і ремонту техніки і приладів;
 — транспортна служба — для забезпечення всіх видів перевезень в інтересах цивільної оборони;
 — служба енергопостачання і світломаскування — для забезпечення постачання електроенергією об'єктів і транспорту, ліквідації аварій на електромагістралях, забезпечення режимів затемнення;
 — служба санітарної обробки — для проведення санітарної обробки населення, знезаражування територій, споруд, техніки, транспорту;
 — служба продовольчого постачання — для забезпечення населення продуктами харчування, предметами першої необхідності і захисту запасів продовольства, харчової сировини і промислових товарів;
 — служба матеріально-технічного постачання — для забезпечення об'єктів народного господарства і невоєнізованих формувань всіма видами матеріальних засобів;
 — служба сховищ та укриттів для забезпечення сховищ і підтримання їх в постійній готовності

## Цивільна оборона в Україні
Циві́льна оборо́на Украї́ни — державна система органів управління, сил і засобів, що створюється для організації і забезпечення захисту населення від наслідків надзвичайних ситуацій техногенного, екологічного, природного та воєнного характеру. Станом на 01.07.2013 — не дійсно, набув чинності кодекс цивільного захисту України.
Кодексом цивільного захисту України головним аварійно-рятувальним підрозділом держави визначено Оперативно-рятувальну службу цивільного захисту України Державної служби України з надзвичайних ситуацій.